# 5442 Drossart
Az 5442 Drossart (ideiglenes jelöléssel 1991 NH1) a Naprendszer kisbolygóövében található aszteroida. Henry Holt fedezte fel 1991. július 12-én.